# Raamkerk
De Raamkerk was een kerkgebouw (doleantiekerk) in Amsterdam Oud-West. De kerk stond van 1889 tot 1964 aan de Hugo de Grootkade. Vanuit de kerk kon men de Da Costagracht opkijken.
In 1887 gaf de Nederduidtse Gereformeerde Gemeente aan dat zij een kerk wilde bouwen op een terrein aan de Hugo de Grootkade. Men had toen ook al een optie voor een terrein nabij de kruising van de Keizersgracht en Spiegelgracht voor de Keizersgrachtkerk en op Funen nabij de Zeeburgerstraat voor de Funenkerk. In 1888 werd de aanbesteding gedaan voor de kosterswoning naar een ontwerp van architect Wentink. De kerk werd in 1889 geopend en was gebouwd in een neorenaissancestijl. De kerk stond in de beginjaren nog pal naast een boerderij, getuige een foto die Jacob Olie in augustus 1893 heeft genomen. Opvallend aan de kerk was de dubbelfronttoren en een inwendige galerij. In 1891 en 1901 werden vervolgens twee weeshuizen ter aanvulling van de kerk gebouwd, de tweede vermoedelijk naar een ontwerp van architect Bonda (bekend van de Valeriuskliniek). 
De toenmalige minister Colijn gaf in 1923 een toespraak in de kerk met als onderwerp "Rondom de crisis" (regeringscrisis 1923). In beginjaren zestig werd Het Trefpunt opgericht, voor zending in eigen stad. Hoogtepunt van de kerk lag in 1962. 
Door het teruglopend aantal kerkgangers en verspreiding daarvan over de nieuwe wijken en uitwijksteden kwam de kerk leeg te staan. Het pijporgel werd overgeplaatst naar de Pelgrimskerk in Haarlem, waarna de Raamkerk en aanliggende gebouwen werden gesloopt. Eind 1964 was het terrein leeg, zodat in januari de eerste paal de grond in kon voor verpleegtehuis De Poort, een natuurlijke voortzetting van het werk van de doleanten. Het zat dat tehuis tijdens de bouw niet mee, want opening kon pas plaatsvinden in 1969. 